# Веселяци и сърдитковци
„Веселяци и сърдитковци“ (на испански: Alegrijes y Rebujos) е мексиканска детска теленовела от 2003 г. на телевизионната компания Телевиса.

## Актьорски състав
- Мигел Мартинес – Алфонсо Паскуал „Алкачофа“
- Мария Чакон – София Домингес „Чофис“
- Хесус Савала – Естебан Домингес
- Алисън Лосано – Алисън Реболедо
- Диего Гонсалес – Рикардо Санчес
- Мишел Алварес – Ернестина Гарса
- Тони Кобиан – Пабло Малдонадо „Чулетон“
- Нора Кано – Найели Санчес
- Ектор Ортега – Дон Дарвелио Гранадос
- Роса Мария Бианки – Хелга Агайо
- Мигел де Леон – Антонио Домингес
- Еухения Каудуро – Мерседес Гойенече де Домингес (1-42)
- Сесилия Габриела – Мерседес Гойенече де Домингес (43-123)
- Луис Роберто Гусман – Бруно Рейес
- Жаклин Бракамонтес – Анхелика Ривас
- Арат де ла Торе – Матиас Санчес
- Роксана Кастеланос – Елвира Гомес де Санчес
- Рубен Серда – Фито Малдонадо
- Адриана Лафан – Флор Карденас де Малдонадо
- Себастиан Рули – Рохелио Диас Меркадо
- Лус Елена Гонсалес – Ирина Кайеха
- Салвадор Санчес – Асунсио Юнке „Чон“
- Салвадор Гарсини - Лоренсо
- Оливия Бусио – Тереса Агайо „Тере“
- Ракел Панковски – Консуело Маркес де Ривас „Челито“

## Дискография
- Disco Alegrije (2003)
- Disco Rebujo (2003)
- Navidad Alegrije (2003)
- Navidad Rebujo (2003)
- Alegrijes y Rebujos en Concierto (2004)

## В България
В България теленовелата започва излъчване на 7 май 2007 г. по Диема Фемили всеки делник от 17:00. От 28 май е преместен в 19:00. Поради промяната на визията и програмната схема на Диема Фемили след 31 август сериалът е преустановен в делничните дни и започва отначало на 1 септември всеки уикенд от 6:10 до 8:20 по 3 епизода и завършва на 9 февруари 2008 г. Ролите се озвучават от Силвия Русинова, която по-късно е заменена от друга актриса, Даниела Йорданова, Христина Ибришимова, Николай Николов, Здравко Методиев и Симеон Владов.